# Daniel Mays
Daniel Mays, född 31 mars 1978 i Epping, Essex, är en brittisk skådespelare.
Mays har bland annat medverkat i TV-serierna Ashes to Ashes från 2010 och White Lines från 2020. Han har även medverkat i filmerna Rogue One: A Star Wars Story från 2016, 1917 från 2019 och Flykten från kycklingfabriken från 2023.

## Filmografi (i urval)
- 2010: Ashes to Ashes
- 2016: Rogue One: A Star Wars Story
- 2019: 1917
- 2020: White Lines
- 2023: Flykten från kycklingfabriken
- 2024 – Franklin (TV-serie)
- 2025 – Torsdagsmordklubben